# Neohaematopinus pacificus
Neohaematopinus pacificus – gatunek wszy z rodziny Polyplacidae. Powoduje wszawicę. Pasożytuje na gryzoniach z rodziny wiewiórkowatych takich jak: Tamias townsendii, Tamias alpinus, Tamias amoenus,  Tamias dorsalis, Tamias merriami, Tamias minimus, Tamias quadrivittatus, Tamias speciosus.
Samica wielkości 1,4 mm, samiec mniejszy osiąga wielkość 1,0 mm. U samców pierwszy segment anteny dłuższy niż u samic. Wszy te mają ciało silnie spłaszczone grzbietowo-brzusznie. Samica składa jaja zwane gnidami, które są mocowane specjalnym "cementem" u nasady włosa. Rozwój osobniczy trwa po wykluciu się z jaja około 14 dni. Występuje na terenie Ameryki Północnej w USA.